# Petra Delicado (serie de televisión)
Petra Delicado es una serie de televisión de 13 episodios, estrenada por la plataforma digital de pago española Vía Digital el 18 de mayo de 1999 y en abierto por Telecinco el 9 de septiembre de ese año.

## Argumento
Basado en las novelas de Alicia Giménez Bartlett, se trata de una serie policiaca en la que la inspectora Petra Delicado, una mujer divorciada e independiente consigue episodio a episodio resolver complicadas tramas delicitivas, con la colaboración del subinspector Fermín Garzón.

## Reparto
- Ana Belén ... Petra Delicado
- Santiago Segura ... Fermín Garzón
- Héctor Colomé ...  Comisario Coronas
- Aitor Mazo ...  Inspector Eduardo Barrientos
- Alicia Bogo ...  Magali
- Marina Saura ...  Berta Molina
- Enrique Arce ...  Pérez
- Jimmy Barnatán ...  Tito
- Ernesto Arango ...  Ahmed
- Jacobo Dicenta ...  Tudela
- Julio Vélez ...  Miguel Salcedo
- José Yepes
- José María Tasso ...  Champo
- Adolfo Fernández
- Marc Martínez ...  Pepe
- Juana Cordero ...  Jacinta
- Luis Marín
- Sergio Otegui ...  Subinspector
- Enrique Alcides ... Jero[3]

## Ficha Técnica
- Dirección: Julio Sánchez Valdés
- Producción: Andrés Vicente Gómez
- Productor asociado: Juan Dakas

## Listado de episodios
- Como una flor — 9 de septiembre de 1999
- Rosa ensangrentada — 16 de septiembre de 1999
- Dulce compañía — 23 de septiembre de 1999
- Modelados en el barro — 30 de septiembre de 1999
- Un ángel oscuro — 7 de octubre de 1999
- Tu muerte está cerca — 14 de octubre de 1999
- Un barco cargado de arroz — 21 de octubre de 1999
- El tío de Hamlet — 28 de octubre de 1999
- Nadie, el asesino — 4 de noviembre de 1999
- Mal día, el lunes — 11 de noviembre de 1999
- Demasiados octanos — 18 de noviembre de 1999
- Carne rotunda — 25 de noviembre de 1999
- Un hombre corriente — 2 de diciembre de 1999